# Anue
Anue település Spanyolországban, Navarra autonóm közösségben. Anue Lantz, Baztan, Ultzama, Odieta, Oláibar, Esteribar és Arraitz-Orkin községekkel határos. Lakosainak száma 486 fő (2024).

## Népesség
A település népessége az elmúlt években az alábbi módon változott:
| Lakosok száma | 414  | 411  | 390  | 369  | 455  | 462  | 477  | 482  | 490  | 486  |
|               | 2001 | 2004 | 2007 | 2009 | 2012 | 2014 | 2017 | 2019 | 2022 | 2024 |